# Чорнопиский Михайло Гнатович
Миха́йло Гна́тович Чорнопи́ский  (* 1934, село Вільхівці, нині Городенківського району Івано-Франківської області) — український фольклорист. Кандидат філологічних наук (1970). Голова Комісії фольклористики Наукового товариства імені Шевченка.

## Біографічні відомості
Михайло Гнатович Чорнопиский народився 1934 року в селі Вільхівці, нині Городенківського району Івано-Франківської області. 1953 року закінчив десятирічку. Спочатку ходив до школи до сусіднього Корнева, а відтак до тодішнього районного центру — Чернелиці.
1958 року закінчив філологічний факультет Чернівецького університету. Після університету працював у Хмельницькій області, у сільській школі Рожнятівського району. Далі став аспірантом Київського педагогічного інституту (нині Національний педагогічний університет імені Михайла Драгоманова) на кафедрі української літератури, якою керував письменник Іван Пільгук.
Працював у Києві, Луцьку, Тернополі. Від 1995 року — доцент кафедри української фольклористики Львівського університету.
Укладач першого в Україні словника-довідника «Українська фольклористика» (2008).